# 索马里联邦政府
索马里联邦政府（阿拉伯语：}}）是国际承认的索马里联邦共和国的中央政府，也是自索马里民主共和国崩溃陷入无政府状态以来首次在索马里建立中央政府的尝试。 它于2012年8月20日取代索马里过渡联邦政府，通过了“索马里宪法”。该政府含有行政部门和由议会担任的立法部门。 它由索马里总统领导，内阁通过总理向其报告。